# Jacques Varangot
Pour la golfeuse française, voir Brigitte Varangot.
Jacques Léon Varangot, né le 6 mai 1909 dans le 17e arrondissement de Paris et mort le 21 janvier 1985 dans le 18e arrondissement de Paris, est un obstétricien et professeur de gynécologie-obstétrique à la faculté de médecine de Paris. En 1970, il a fondé le Collège national des gynécologues et obstétriciens français (CNGOF).  
Précurseur de l’endocrinologie gynécologique, il contribue à sensibiliser et à lutter contre la mortalité périnatale ainsi que la stérilité.  
Selon ses pairs, il enseignait que « la finalité de l'obstétrique n'est pas de réussir un accouchement par les voies naturelles à tout prix mais de faire naître un enfant en parfait état neurologique. Il craignait le traumatisme obstétrical, les épreuves du travail prolongées et les passages en force dans un bassin limite. »

## Biographie

### Début de carrière
Jacques Varangot fut interne des hôpitaux en 1931, docteur en médecine en 1937, accoucheur des hôpitaux en 1942 et agrégé des facultés de médecine en 1946.
En 1950 il introduisit en France les premières perfusions intraveineuses d'extraits post-hypophysaires chez des primipares.
Il fut nommé à la chaire de clinique obstétricale de la maternité Tarnier en 1955, succédant au professeur Pierre Lantuejoul.

### Évolution de carrière
En 1957, il accède à la chaire de clinique obstétricale de la maternité de Port-Royal.
Au début des années 60, accompagné du professeur Maurice Mayer, il rencontre Virginia Apgar, professeure d'anesthésie-obstétricale au Presbyterian Hospital, attaché à l'université Columbia, à New-York.
Il est élu en 1961 membre de l'Académie nationale de médecine.
En 1962 il publie en collaboration avec le docteur J.Chabrun et le pédiatre B.Parent une étude dédiée à la prévention du traumatisme crânio-encéphalique du nouveau-né au cours de l'accouchement. Les auteurs sont convaincus que beaucoup d'infirmités motrices cérébrales ou d'atteintes nerveuses définitives frappant à la fois le psychisme et la motricité pourraient être évitées en essayant de réduire au minimum le traumatisme obstétrical ou l'anoxie à la fin de la vie intra-utérine.
En 1967 il est élu à la présidence de la Société nationale de gynécologie et d'obstétrique de France.
En 1970 il fonde le Collège national des gynécologues et obstétriciens français (CNGOF), formation analogue à celle du Royal College of Obstetricians and Gynaecologists (RCOG). Dans son esprit, le Collège ne devait être ni un syndicat chargé des intérêts matériels de la profession, ni une société savante, mais un organisme chargé d'organiser la spécialité et de représenter la profession auprès des pouvoirs publics.
En 1975 il publie en collaboration avec les professeurs Claudine Amiel-Tison, Roger Henrion et Émile Papiernik, le mémoire La Souffrance cérébrale du nouveau-né à terme. Causes et devenir. À partir d’une enquête réalisée sur 65 enfants nés à terme et ayant présentés des signes neurologiques, même lorsque le coefficient d’APGAR était satisfaisant, l’équipe scientifique a identifié pour 45 d’entre eux une triade de facteurs obstétricaux : anomalies de la présentation (notamment en occipito-postérieure), anomalies dynamiques du travail et épreuves du travail. L’équipe s’interroge également sur le fait que les bébés traumatisés obstétriques survivants ne soient comptabilisés par aucunes statistiques alors que les bébés décédés le sont.
En 1977 Jacques Varangot adresse un discours à Simone Veil, alors ministre de la Santé, à l'occasion des 1res Journées du Collège national des gynécologues obstétriciens français.
En 1977 il publie en collaboration avec Claudine Amiel-Tison, Roger Henrion, M-T. Esque-Vaucouloux (université de Barcelone), J. Goujard (INSERM), G. Firtion et C. Tchobroutsky, l'étude clinique La Souffrance cérébrale du nouveau-né à terme. Résultats d’une enquête prospective. À partir d’une enquête prospective poursuivie durant quinze mois à la maternité de Port-Royal, l’équipe scientifique est parvenue à identifier certaines situations obstétricales constituant des facteurs de signes de souffrance cérébrale constatées chez 88 nouveau-nés dans la période néonatale : faux travail, dystocie fonctionnelle, travail long, épreuve de travail trop prolongée, constitution d’une bosse séro-sanguine, primiparité, présentation en occipito-postérieure droite.
En 1978 le professeur Claude Sureau affirme dans son livre Le Danger de naître, que Jacques Varangot était « conscient de l'existence de martyrs de l'obstétrique » et que ses travaux sur le sujet « lui valurent surtout des ennuis ».
En 1978, à l’occasion de la naissance de Louise Brown, premier bébé conçu par fécondation in vitro (FIV), il déclare que « la technique employée est trop difficile pour voir son application généralisée ».    
Jacques Varangot meurt en 1985 à Paris. 

## Œuvre scientifique

### Publications
- Jacques Varangot, Les Tumeurs de la granulosa (folliculomes de l'ovaire) (thèse), Arnette, 1937, 397 p. (lire en ligne).
- Jacques-Léon Varangot, Thérapeutique hormonale des dysménorrhées…, Masson, 1941 (OCLC 458407764, présentation en ligne).
- Jacques Varangot (préf. Louis Portes), Hormonothérapie gynécologique : Bases physiologiques, Pratique clinique, Paris, Masson et Cie, 1942 (présentation en ligne).
- Jacques-Léon Varangot, « Le Syndrome de masculinisation de la femme adulte », Revue de chirurgie,‎ janvier-mars 1942 (OCLC 458407762, présentation en ligne).
- Jean-Claude Rudler, R. Palmer et Jacques Varangot, « Organes génitaux de la femme : Voie abdominale, Voie vaginale », dans Bernard Fey, Pierre  Mocquot et Serge Oberlin, Traité de technique chirurgicale, t. III, Masson et Cie, 1942 (présentation en ligne).
- Jacques Varangot, « Opérations césariennes », dans Traité de techniques chirurgicales, t. V, Masson, 1956, p. 595-624.
- Jacques Varangot, « Chaire de clinique obstétricale de la Maternité Port Royal, Leçon inaugurale (faculté de médecine de Paris) », La Presse médicale, vol. 65, no 11,‎ 1957, p. 217–223 (présentation en ligne).

- Jacques Varangot, « La Mortalité périnatale à Port-Royal (1962-1971) », J. Gynecol. Obstet. Biol. Reprod, no 4,‎ 1975, p. 357-371.

### Éditeur scientifique
- Jacques Varangot (dir.) et C. Amiel, Progrès en obstétrique, Paris, Flammarion, coll. « Progrès de la médecine », 1970, 602 p. (présentation en ligne).

### Collaborations
- Louis Portes et Jacques Varangot, « À propos des indications dans l'ovariectomie au cours de la gestation », Gynécologie et Obstétrique, Masson,‎ février 1939 (présentation en ligne).
- Louis Portes, Jacques Varangot et M. Mayer, « Étude endoscopique et hormonale des rétentions placentaires post-aborteux », Gynécologie et Obstétrique, Masson,‎ mai 1939 (présentation en ligne).
- Jacques-Léon Varangot et Louis-Marie-Joseph Portes, « Contribution à l'étude des carences en vitamine K dans leurs rapports avec la puerpéralité », La Presse médicale, Masson,‎ 23-26 juillet 1941 (OCLC 458407757, présentation en ligne).
- Jacques Varangot (préf. Louis Aragon, Georges Duhamel et Jean Marx), Les Acquisitions médicales récentes : Conférences faites aux Journées médicales 1946 de la clinique propédeutique de Broussais, Éditions médicales Flammarion, 1947 (présentation en ligne).
- Roger Vokaer et al. (préf. J. Varangot), Les Frottis vaginaux endocriniens, bases biologiques et indications cliniques gynécologiques, Desoer ; Masson, 1952, 2e éd. (lire en ligne).
- Jacques Varangot, A. Seeman, M. Cedard et C. Guiguet, « Influence de la grossesse et de l'accouchement sur le taux plasmatique des 17-21 dihydroxy-20 cétostéroides libres et conjugués », Soc. Biol, no 149(19-20),‎ 1955, p. 1764-1770.
- J. Varangot, J. Chabrun et B. Parent, « La Prévention du traumatisme cranio-encéphalique du nouveau-né au cours de l'accouchement », Semaine thérapeutique,‎ juin 1962.
- Jacques Varangot, L. Cedard, E. Alsat et C. Ego, « Influence of Luteinizing Hormone on the Aromatization of Testosterone by Human Placenta Perfused In Vitro », Steroids,‎ 1968.
- Jacques Varangot, L. Cedard, E. Alsat et M-J. Urtasun, « Studies on the Mode of Action of Luteinizing Hormone and Chorionic Gonadotropin on Estrogenic Biosynthesis and Glycogenolysis by Human Placenta Perfused In Vitro », Steroids,‎ 1970.
- J. Varangot, R. Henrion, C. Amiel-Tison et E. Papiernik-Berkhauer, « La Souffrance cérébrale du nouveau-né à terme. Causes et Devenir. », La Nouvelle Presse médicale,‎ 16 avril 1975.
- C. Amiel-Tison, R. Henrion, M-T. Esque-Vaucouloux, J. Goujard, G. Firtion, C. Tchobroutsky et J. Varangot, « La Souffrance cérébrale du nouveau-né a terme. Résultats d'une enquête prospective », Journal de gynécologie obstétrique et de biologie de la reproduction, vol. 6,‎ 1977, p. 971-989.